# Åsa Lindhagen
Åsa Maria Lindhagen, född Jernberg 15 maj 1980 i Norrtälje, är en svensk politiker (miljöpartist) och civilingenjör. Hon var socialborgarråd i Stockholms stad 2014–2018, jämställdhetsminister 2019–2021 och därefter finansmarknadsminister under 2021. Sedan 2022 är hon miljö- och klimatborgarråd i Stockholms stad.

## Biografi
Åsa Lindhagen växte upp i Norrtälje och gick ut från Rodengymnasiet 1999. Hon är utbildad till civilingenjör i industriell ekonomi vid Linköpings universitet och tog examen år 2008. Under verksamhetsåret 2005/2006 var hon heltidsarvoderad som kårordförande för Linköpings teknologers studentkår. Under åren 2006–2014 satt hon i Rädda Barnens styrelse. Hon har även varit ledamot i Rädda Barnens Ungdomsförbunds styrelse 2003–2006. Mellan 2008 och 2012 arbetade hon som managementkonsult på EY.
Lindhagen har två barn från en tidigare relation.

### Politisk karriär
I valet 2010 blev Lindhagen invald i Stockholms kommunfullmäktige för Miljöpartiet och 2012 utsågs hon till partiets gruppledare. Mellan åren 2014 och 2018 var hon socialborgarråd i Stockholms stad. I den rollen var hon engagerad för människor på flykt, barns rättigheter och arbete mot våld och förtryck. Hon drev frågor kring ekonomiskt bistånd till papperslösa och stöd till ensamkommande unga.
Efter valet 2018 blev hon statsrådsersättare i riksdagen för Per Bolund. I januari 2019 utsågs hon, i samband med bildandet av regeringen Löfven II, till statsråd på arbetsmarknadsdepartementet och fick titeln jämställdhetsminister med ansvar för arbetet mot diskriminering och segregation.
Den 22 september 2020 meddelade Lindhagen att hon kandiderade i Miljöpartiets språkrörsval 2021 för att efterträda Isabella Lövin som språkrör för partiet. Lindhagen drog tillbaka kandidaturen  efter att partiets valberedning förordat Märta Stenevi till posten. Efter att Stenevi blivit vald ombildades regeringen 5 februari 2021 och Lindhagen utsågs då till finansmarknadsminister och biträdande finansminister, en post hon innehade till november samma år då Miljöpartiet lämnade regeringen.
I valet 2022 blev Lindhagen invald som ordinarie ledamot i riksdagen. En månad senare avsade hon sig dock det uppdraget, när hon utsågs till miljö- och klimatborgarråd i ett rödgrönt styre i Stockholms stad.